# Westhovener Aue

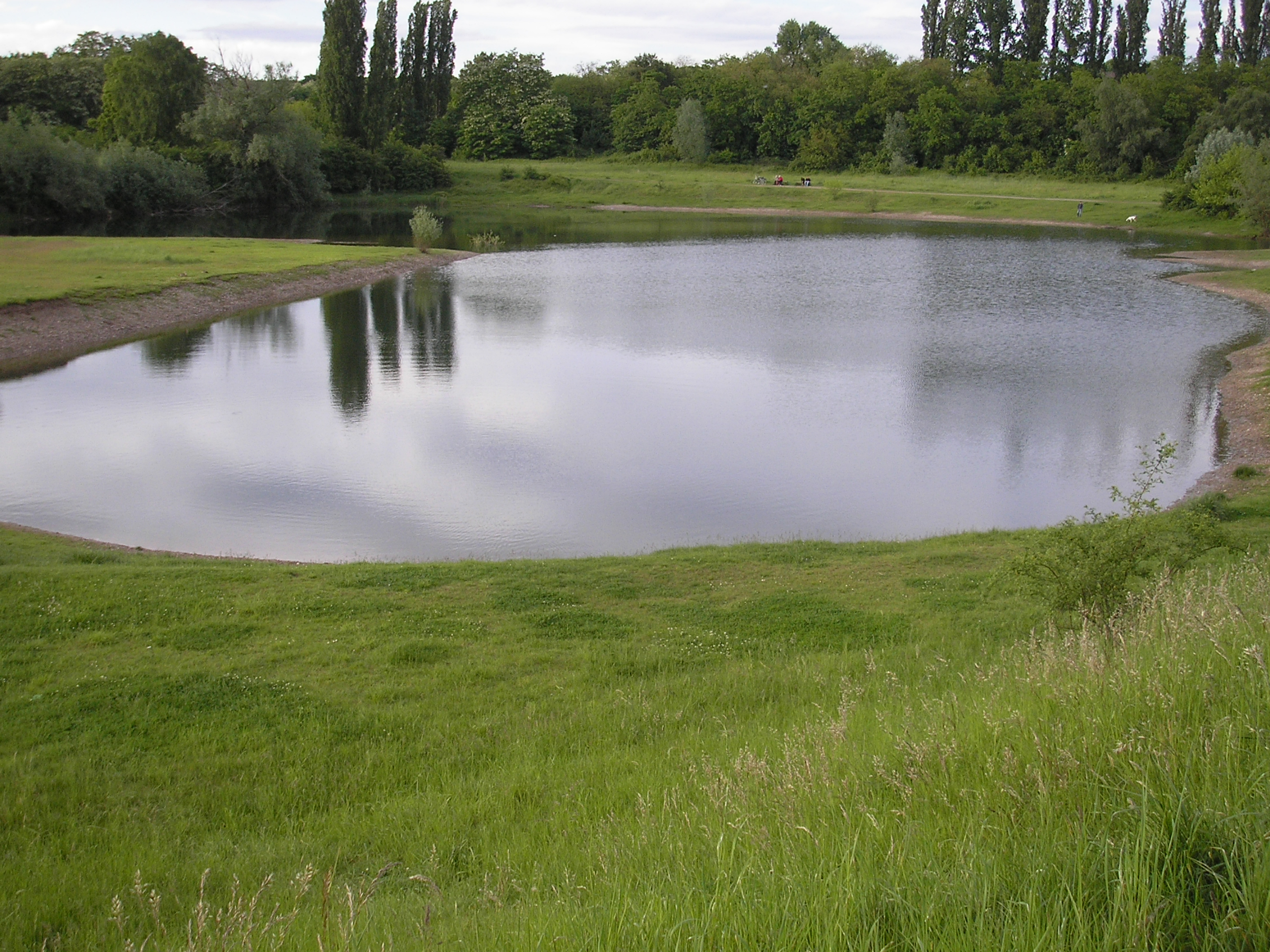
See in der Westhovener Aue

Die Westhovener Aue, selten auch Westhovener Wigge, ist ein Erholungsgebiet und ehemaliges militärisches Gelände am Rhein im Kölner Stadtteil Westhoven.

## Lage
Die ca. 0,7 km² große Aue grenzt im Norden an die Kölner Straße und an das Gelände der ehemaligen Kaserne Brasseur, im Osten an den Sportplatz des SV Ensen-Westhoven an der Oberstraße, den Wohnpark Westhoven und den Friedhof Westhoven an der Paulstraße/Robertstraße, und an die Armand-Peugeot-Str., im Süden an den Rhein, im Nord-Westen an die Autobahn A4.

## Flora

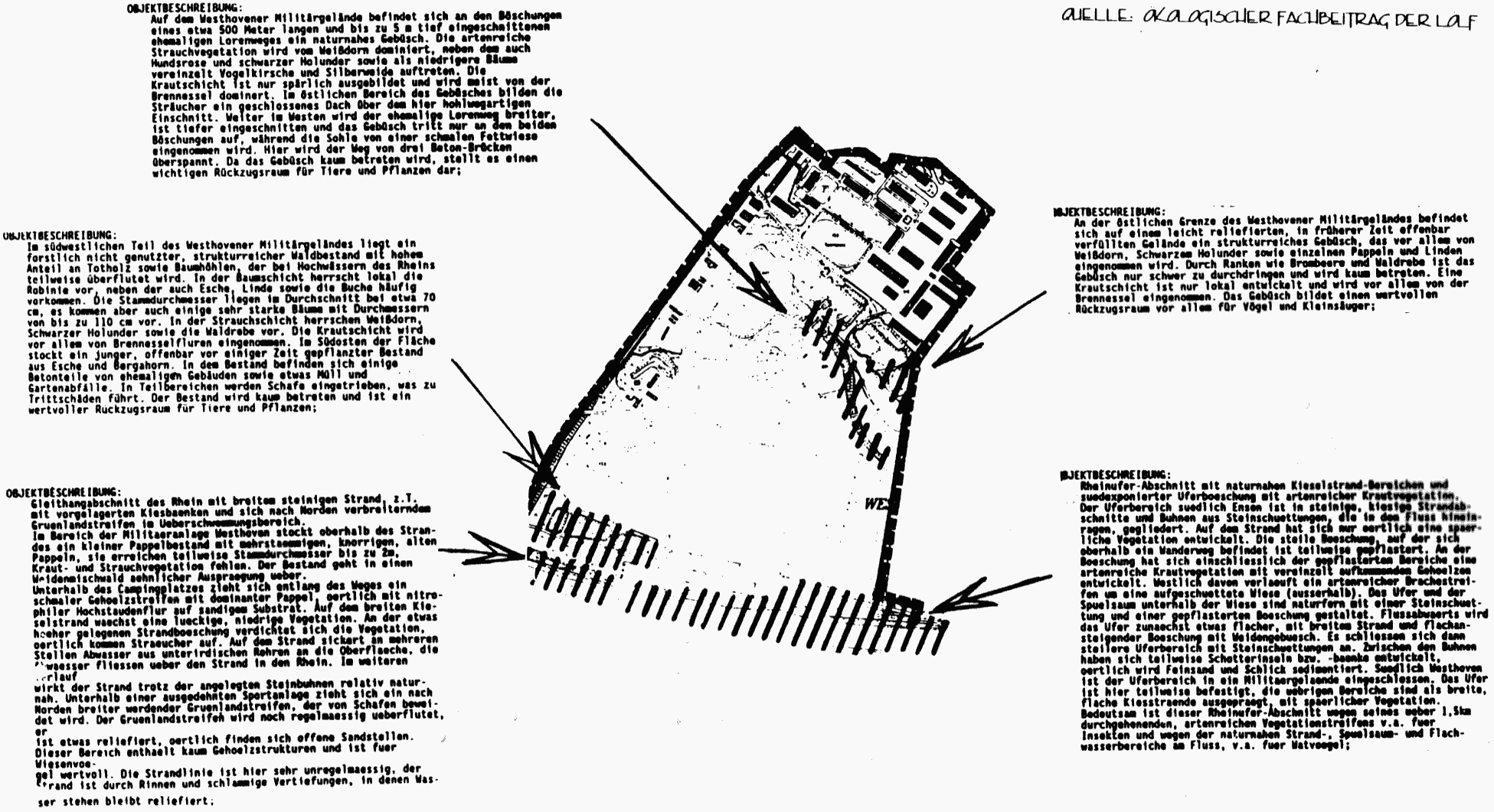
Wertvolle Vegetationsbestände

Die Renaturierungsmaßnahmen des ehemaligen Kasernengeländes in den Jahren 2004 und 2005 orientierten sich in der Pflanzenauswahl an der natürlichen Pflanzengesellschaft der Aue. Neben den Standortbedingungen galten als Auswahlkriterien Eigenschaften wie Blüten- und Fruchtausbildung sowie Nahrungsquelle für Tiere. Die übrigen Flächen bleiben der freien Sukzession überlassen. Das an das Rheinufer angrenzende Gebiet der ehemaligen belgischen Kaserne Brasseur wurde in den Geltungsbereich aufgenommen und dem Entwicklungsziel Erhaltung und Weiterentwicklung einer weitgehend naturnahen Landschaft zugesprochen.

## Fauna
Neben Wasservögeln wie Stockente, Blässhuhn, Nilgans, Kanadagans und Höckerschwan (selten zu Gast) wird der Landteil vom Rotfuchs durchstreift. Im See ist der Karpfen am häufigsten vertreten, gefolgt von Zander und Brasse. Auch sind zwei weiße Kois zu beobachten.

## Geschichte

### Verteidigungsring

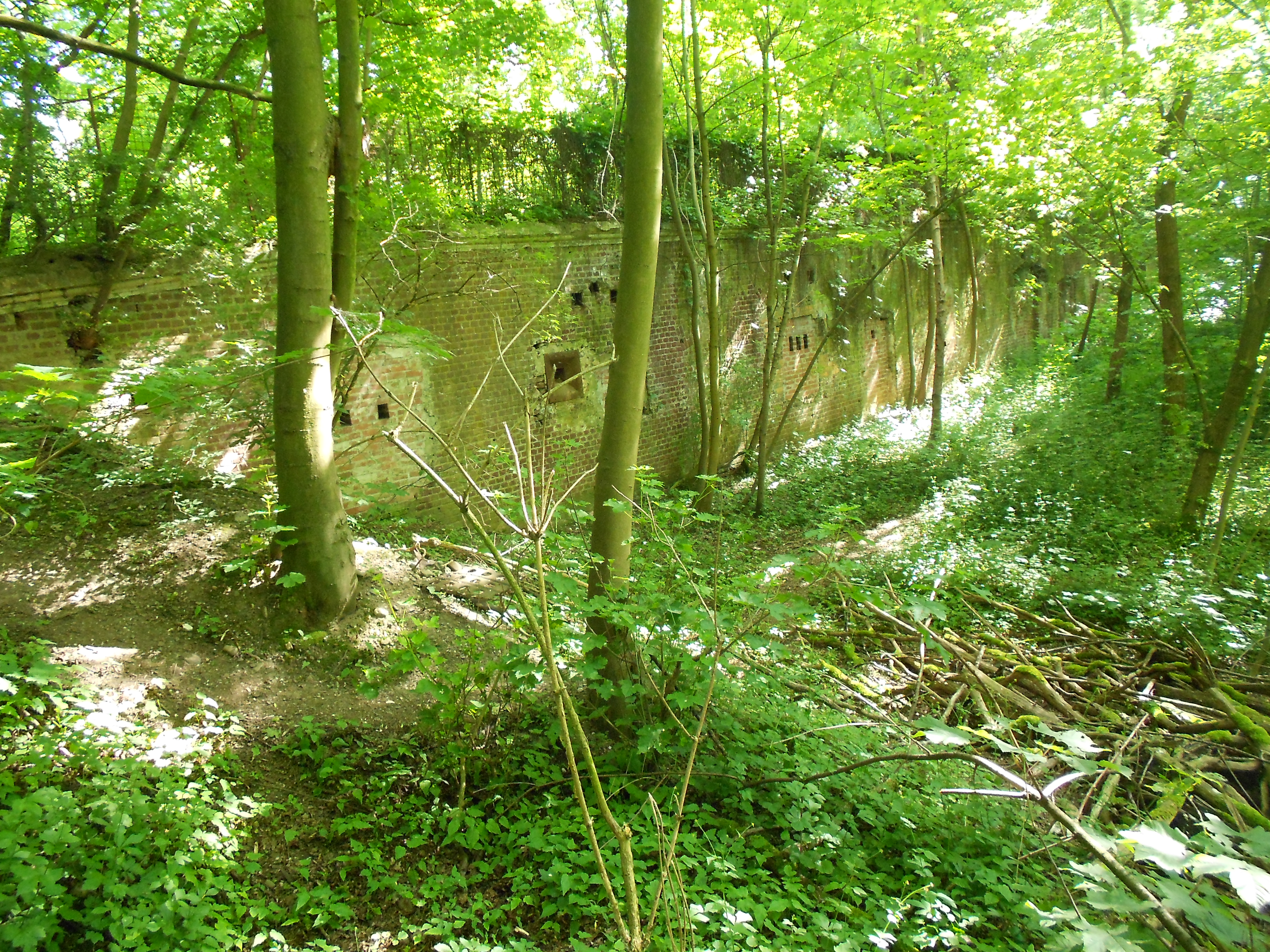
Zwischenwerk IXa

Im westlichen Teil der Aue wurde von 1876 bis 1881 das Zwischenwerk IXa errichtet. Es ist Teil des Kölner Festungsrings und zugleich die südlichste rechtsrheinisch gelegene Anlage dieser Kette preußischer Militäranlagen. Dazu gehörte auch das 1500 Meter nordöstlich, im gesperrten Waldstück zwischen Porzer Ringstraße, Am blauen Stein und der heutigen Gereon-Kaserne, gelegene Fort IX.
Durch das Engagement Konrad Adenauers mussten nach dem Ersten Weltkrieg nicht alle militärischen Anlagen zerstört werden. So konnten Zwischenwerk und Fort – bereinigt um die fortifikatorisch wesentlichen Bauteile – erhalten werden. Die Militäranlagen wurden vielfach in Erholungsraum (z. B.: Grüngürtel) umgewandelt.

### Nationalsozialismus und Zweiter Weltkrieg
Im Juli 1935 begann der Bau einer Pionier-Kaserne zwischen Kölner Straße und Rhein. Da im Rheinland als Folge des Ersten Weltkrieges zunächst keine militärischen Einrichtungen gebaut werden durften, aber dennoch inzwischen im Geheimen der Aufbau von Militärstrukturen erfolgte, geschah dies unter dem Deckmantel einer Einrichtung der Landespolizei bzw. einer neuen Werksschule für den Reichsnährstand mit landwirtschaftlicher Versuchsanstalt. Das Kasernengelände setzte sich aus 63,5 Hektar der Stadt Köln und mehreren Morgen der Landmaschinenfirma Massey-Harris zusammen. Nach der Besetzung des entmilitarisierten Rheinlands am 7. März 1936 bezog das Pionier-Bataillon 26 nur 20 Tage darauf die Kaserne. Das Bataillon war zuvor aus der Technischen Landespolizei-Abteilung 6 (Bonn) hervorgegangen, nachdem es im südlichen Barackenlager Wahnheide (Pionierlager) zwischenzeitlich untergebracht worden war. Die Kaserne wurde ab Sommer 1938 Unverzagt-Kaserne genannt, nach dem am 15. Juli 1918 an der Marne gefallenen Pioniergeneral Unverzagt. Das Militärgelände umfasste ein Stabsgebäude, drei Wohnblocks, einen großen technischen Bereich, Kraftfahrzeughallen, eine Exerzier- und Sporthalle, einen großen Landübungsplatz (Westhovener Aue) und einen Wasserübungsplatz. Die Übungsplätze umfassten Brückensysteme, verschiedene Betonwerke, Grabenabschnitte für den Behelfsbrückenbau und eine Hindernisbahn, Gerätehallen für Schlauchboote und Pontongerät B sowie ein ehemaliges Ausflugslokal, das als Offiziersheim diente. Etwas später wurde der kleine Hafen fertiggestellt.
Östlich der Kölner Straße wurde von 1937 bis zum 23. Januar 1938 eine weitere Pionierkaserne (Mudra-Kaserne) errichtet, in die das Pionier-Bataillon 26 (inzwischen teilmotorisiert) umzog, um Platz für das vollmotorisierte Mindener Pionier-Bataillon 46 zu schaffen. Ab 1938 wurde das Übungsgelände der Unverzagt-Kaserne um 100 Hektar (westlich bis an die Autobahn) vergrößert, da die Mudra-Kaserne keinen eigenen Übungsplatz hatte.
Während des Zweiten Weltkriegs schlug auf dem Gelände eine Vielzahl an Bomben ein. Das Gelände wurde nicht vollständig von den Kampfmitteln geräumt, weswegen heute ein absolutes Betretungsverbot außerhalb der ausgebauten Wege besteht.

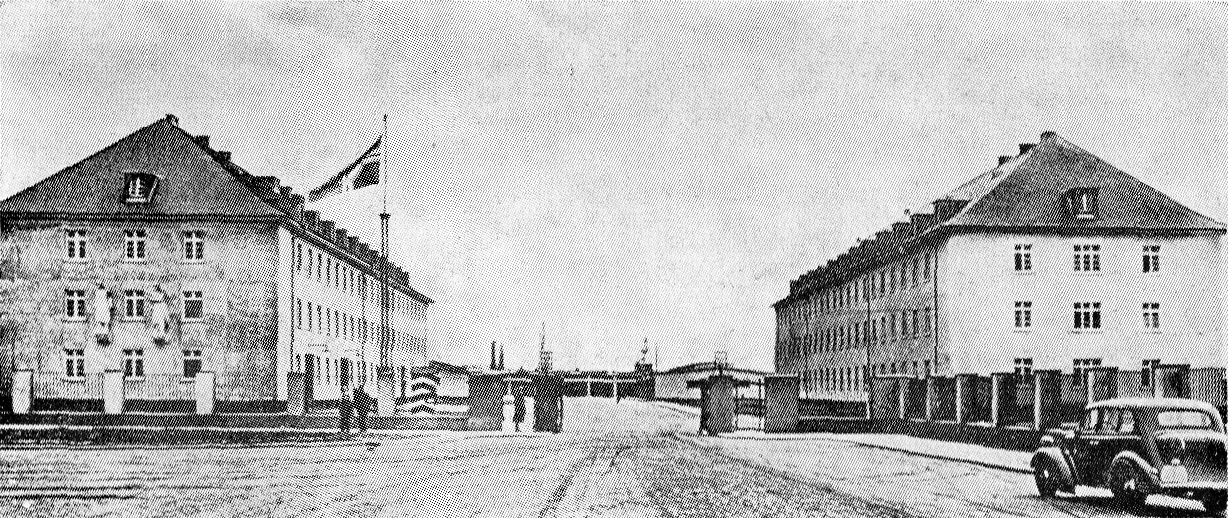
Einfahrt zur Unverzagt-Kaserne ca. 1938
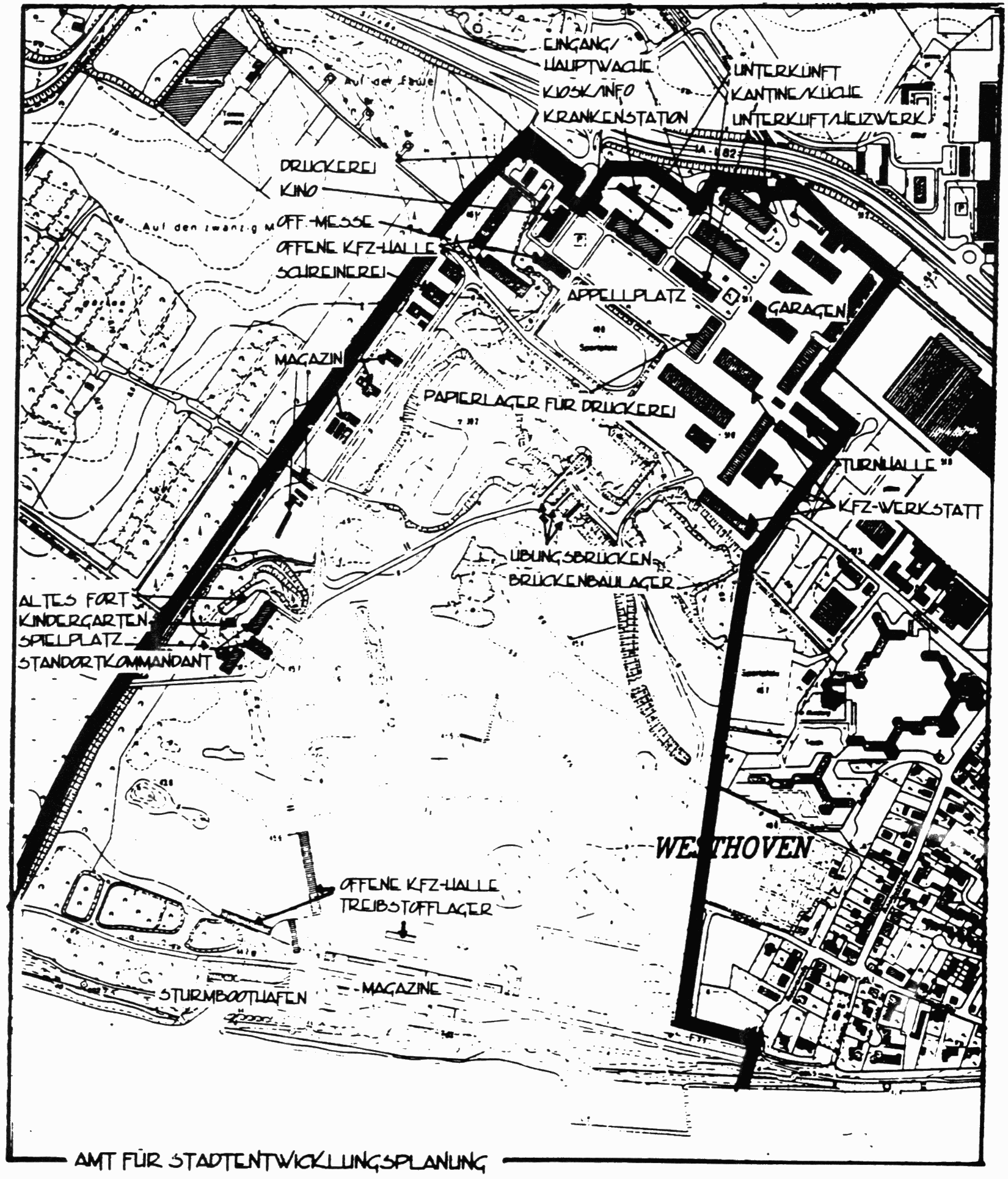
Lageplan der Brasseur Kaserne

### Nachkriegszeit
Soldaten richteten die Kasernen notdürftig für Ausgebombte und Heimatvertriebene her. Von Beginn bis Oktober 1951 wurden die Kasernen für den Einzug der belgischen Streitkräfte vorbereitet. Die Unverzagt-Kaserne wurde zur Adjt. Brasseur (nach Adjutant Brasseur, gefallen beim Sprengen einer Brücke über dem Albert-Kanal 10./11. Mai 1940). Die Mudra-Kaserne wurde zur Nieuwpoort-Kaserne (nach der Teilnahme des dort stationierten Bataillons an der Verteidigung Nieuwpoort im Ersten Weltkrieg). 1952 wurde die Passendaele-Kaserne (nach der Teilnahme des Bataillons an den Kampfhandlungen um die Stadt Passendaele im Ersten Weltkrieg) nördlich der Porzer Ringstraße erbaut und 1953 durch das 12. Pionier-Bataillon belegt. Die Nieuwpoort-Kaserne wurde 1965 von den Belgiern wieder aufgegeben, da zunächst geplant war, das deutsche schwere Pionierbataillon 719 dort unterzubringen, das schließlich aber in Köln-Longerich die Lüttich-Kaserne bezog. In der Brasseur-Kaserne waren in der Militärdruckerei (früher An der Westhovener Aue-Straße gelegen) 60 Deutsche beschäftigt, um die belgischen Truppen in Deutschland mit Zeitungen und Formularen zu versorgen.
Auf dem westlichen Wiesengelände zur Autobahn entstand ein großes Munitionsdepot.
1961 besuchte der belgische König Baudouin den Standort.
1985 wurde der Westhovener Leinpfad der Bevölkerung wieder zugänglich gemacht, nachdem es seit 1937 Teil des Übungsgeländes und somit der Weg am Rhein unterbrochen war. Ebenso wurde das Gelände des Munitionsdepots freigegeben.
Der belgische Premierminister Martens und Bundeskanzler Kohl statteten der Kaserne am 29. September 1987 einen Truppenbesuch für eine Gefechtsübung mit deutscher Beteiligung ab. Anschließend räumte man der Zusammenarbeit der Streitkräfte für die Verteidigung Westeuropas eine hohe Wichtigkeit ein.

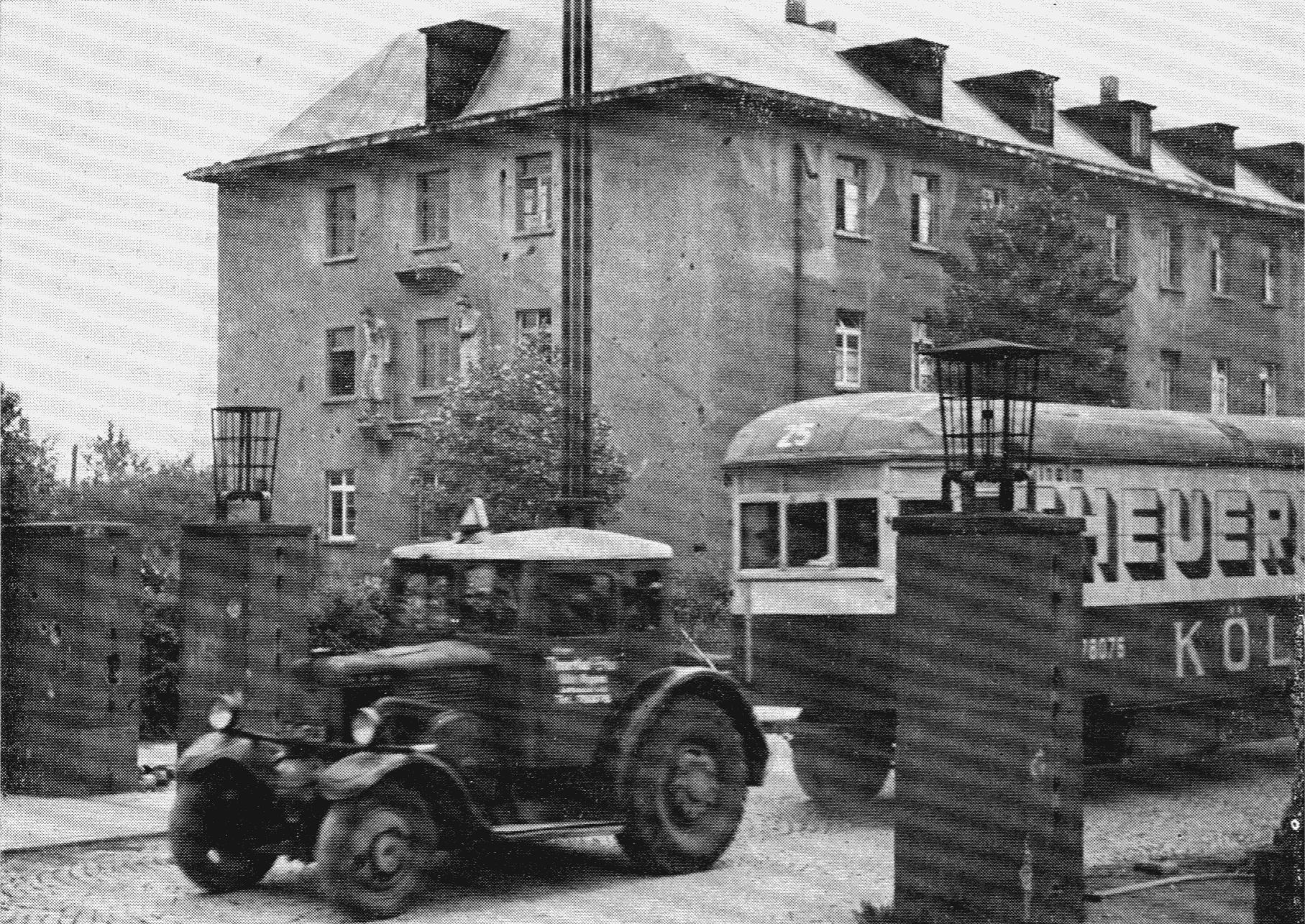
Flüchtlinge verlassen 1951 die Unverzagt-Kaserne
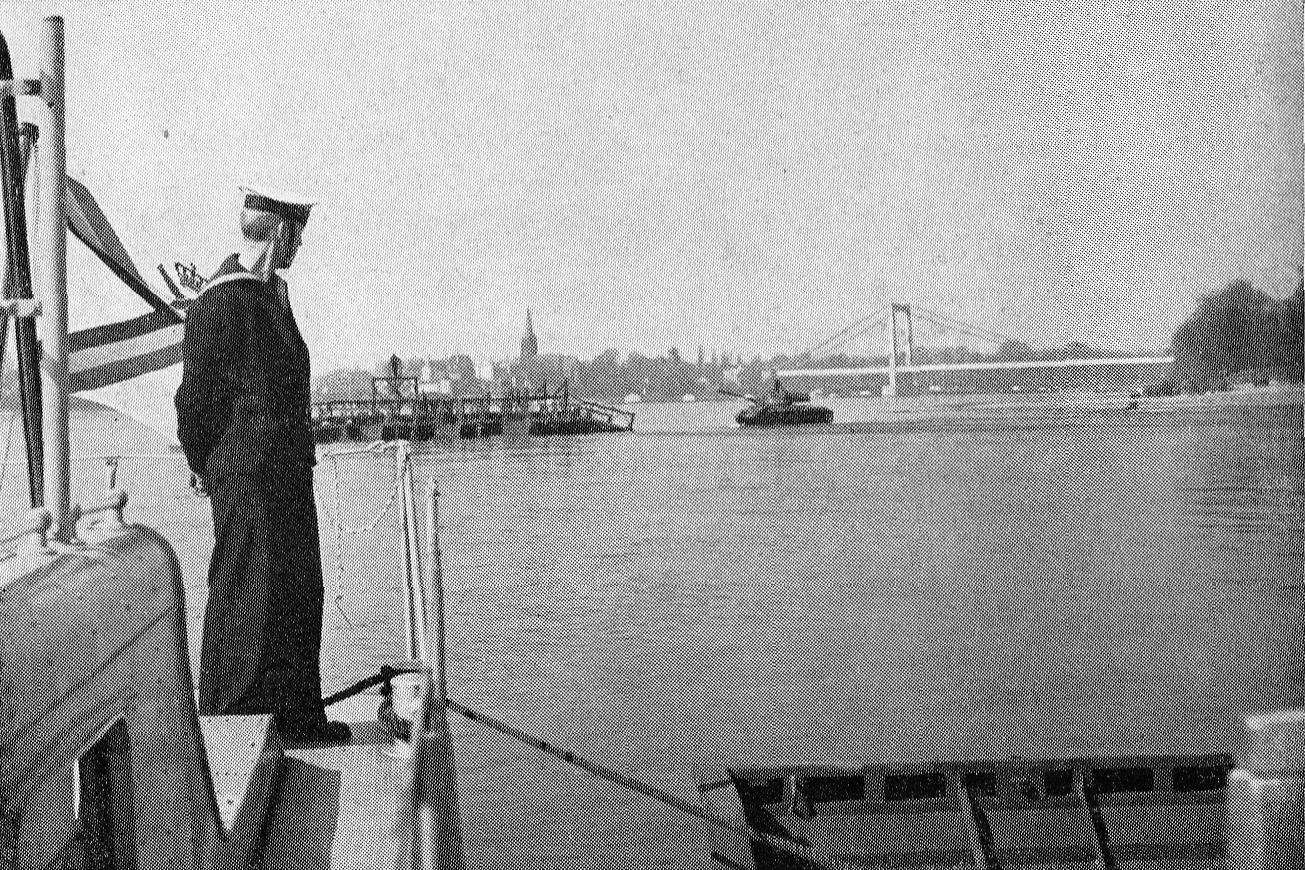
Übung Cocktail II 1958
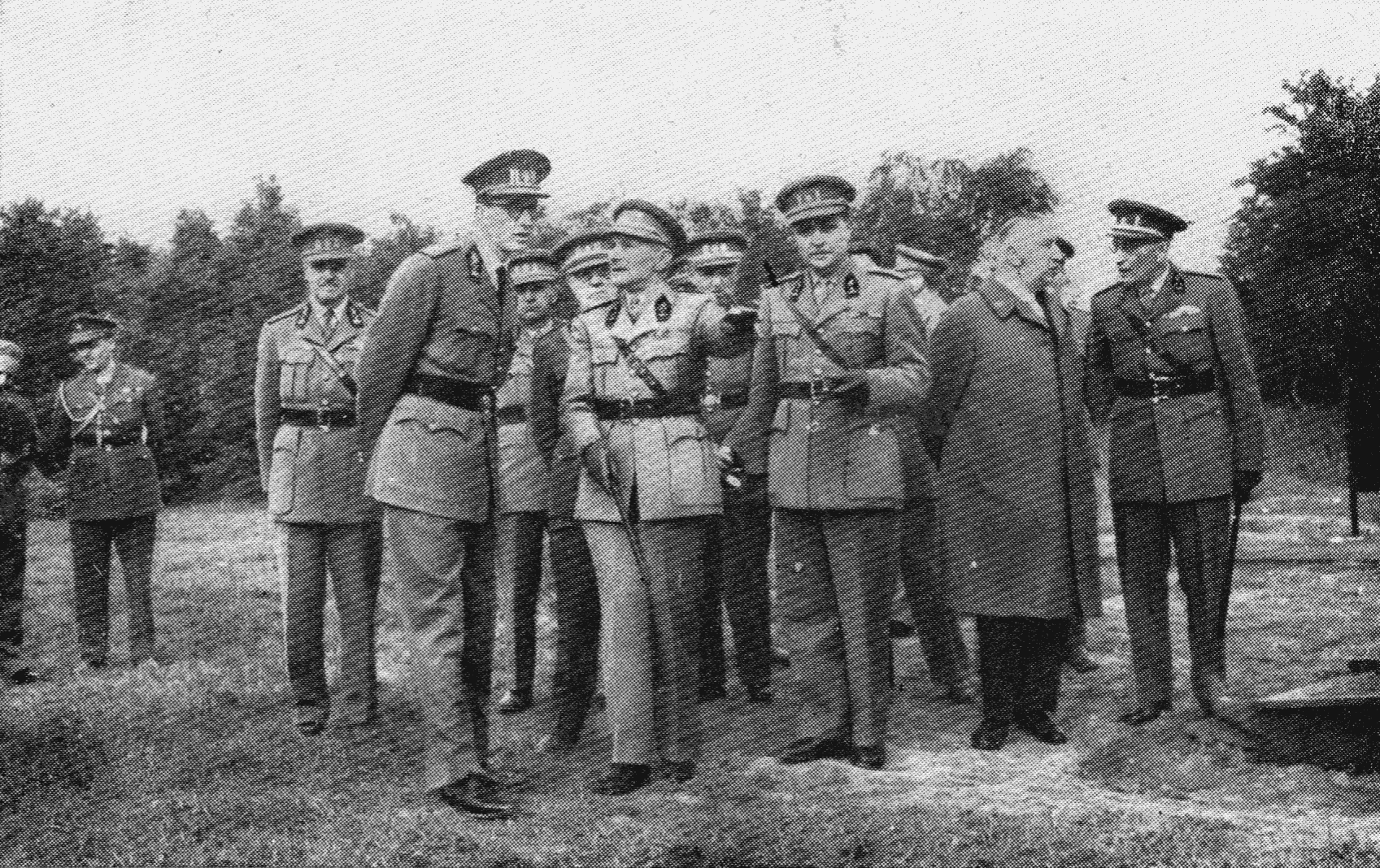
Besuch des belgischen Königs 1961
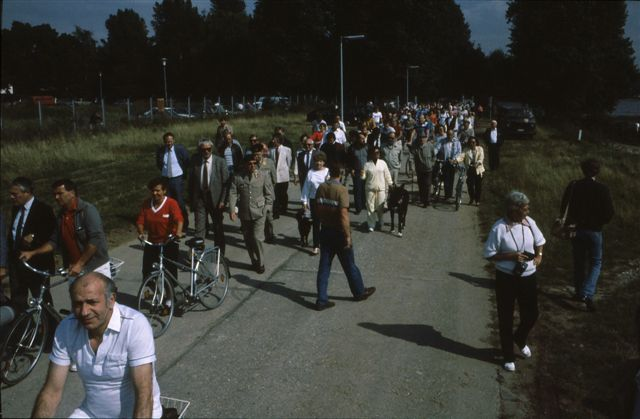
Eröffnung des Leinpfads 1985

### Retentionsgebiet und Naherholung

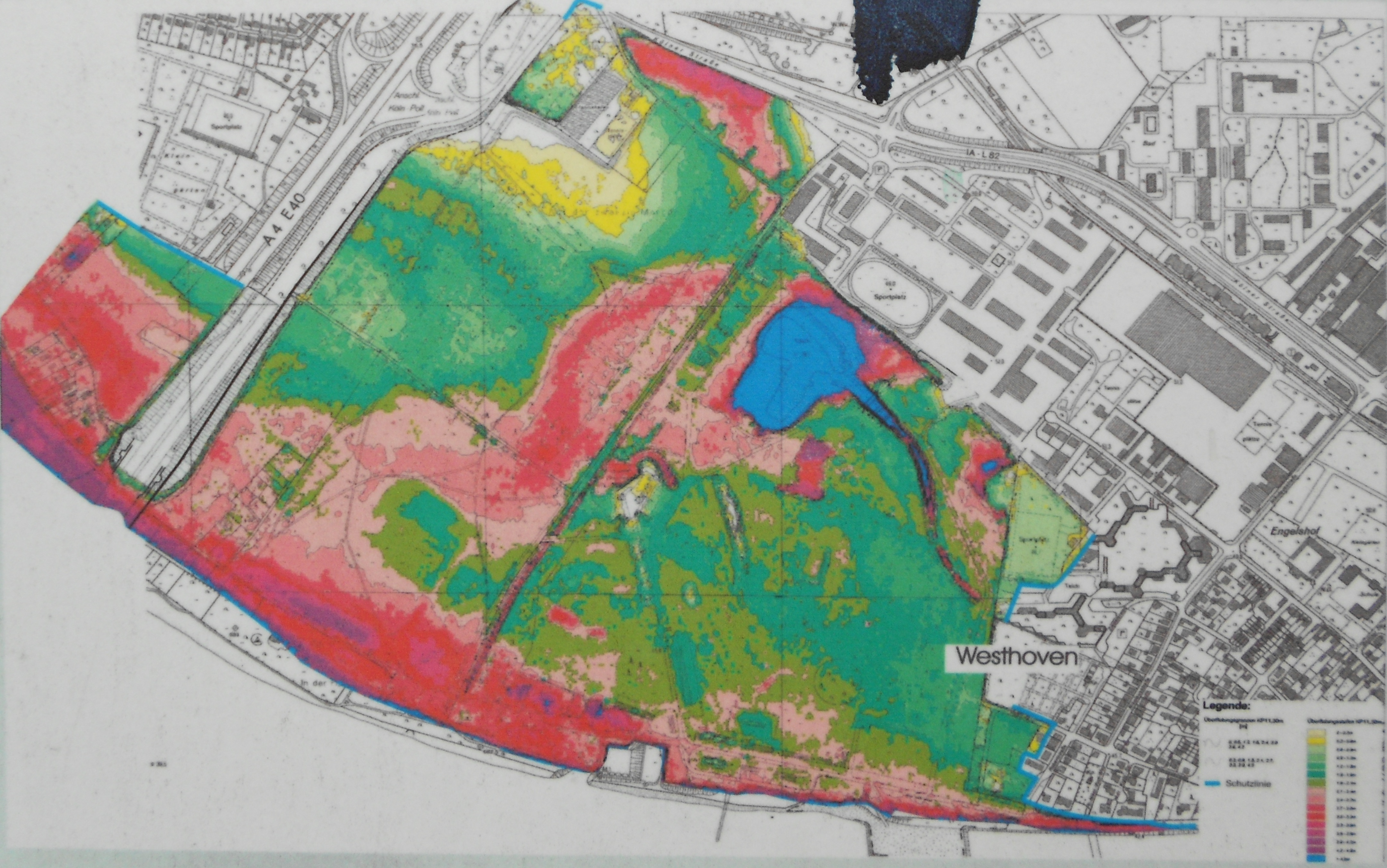
Hochwasserstände der Westhovener Aue bei 11,30 m

Die belgischen Streitkräfte verließen 1995 die Anlage, die Druckerei wurde 2004 stillgelegt.
Auf dem Gesamtgelände der Westhovener Aue befanden sich ursprünglich neben der Autobahnabfahrt eine große Wäscherei und eine Kiesgrube. Später wurde parallel zur Kölner Straße eine Brunnengalerie für das Wasserwerk Westhoven angelegt. In der Mitte des westlichen, zur Autobahn gelegenen Teils entstand eine große Kleingartenanlage mit drei Kleingartenvereinen. Zwischen Westhover Weg und Weidenweg wurde eine Grünfläche als Hundelaufwiese freigegeben. Nach Schließung der Wäscherei entstand dort eine Tennishalle. Am westlichen Rheinufer befindet sich der Campingplatz „Wiesenhaus“ mit Gaststätte.

#### Rückbau des Übungsgeländes
Die Stadt Köln entschied sich Ende der 1980er-Jahre gegen eine Bebauung und für den Erhalt der Aue als Retentionsgebiet. Nach dem Hochwasser von 1993 und 1995 mit 10,69 m Kölner Pegel wurde das Hochwasserschutzkonzept beschlossen. Darin wird u. a. von einer zukünftigen Bebauung für die Westhovener Aue abgesehen. Ab 9 m Kölner Pegel wird die Westhovener Aue überflutet. Nachdem 2002 die Stadt das Gelände gekauft hatte, wurde ab 2004 das ehemalige Übungsgelände zurückgebaut:
- Abriss von Gebäuden, Fundamenten (51.800 m³) und Straßen (12,750 m²)
- Anlage von Wiesen auf entsiegelten Flächen (ca. 3.615 m²)
- Pflanzung von auentypischen Gehölzen (2.240 Stk. auf 3.500 m²)

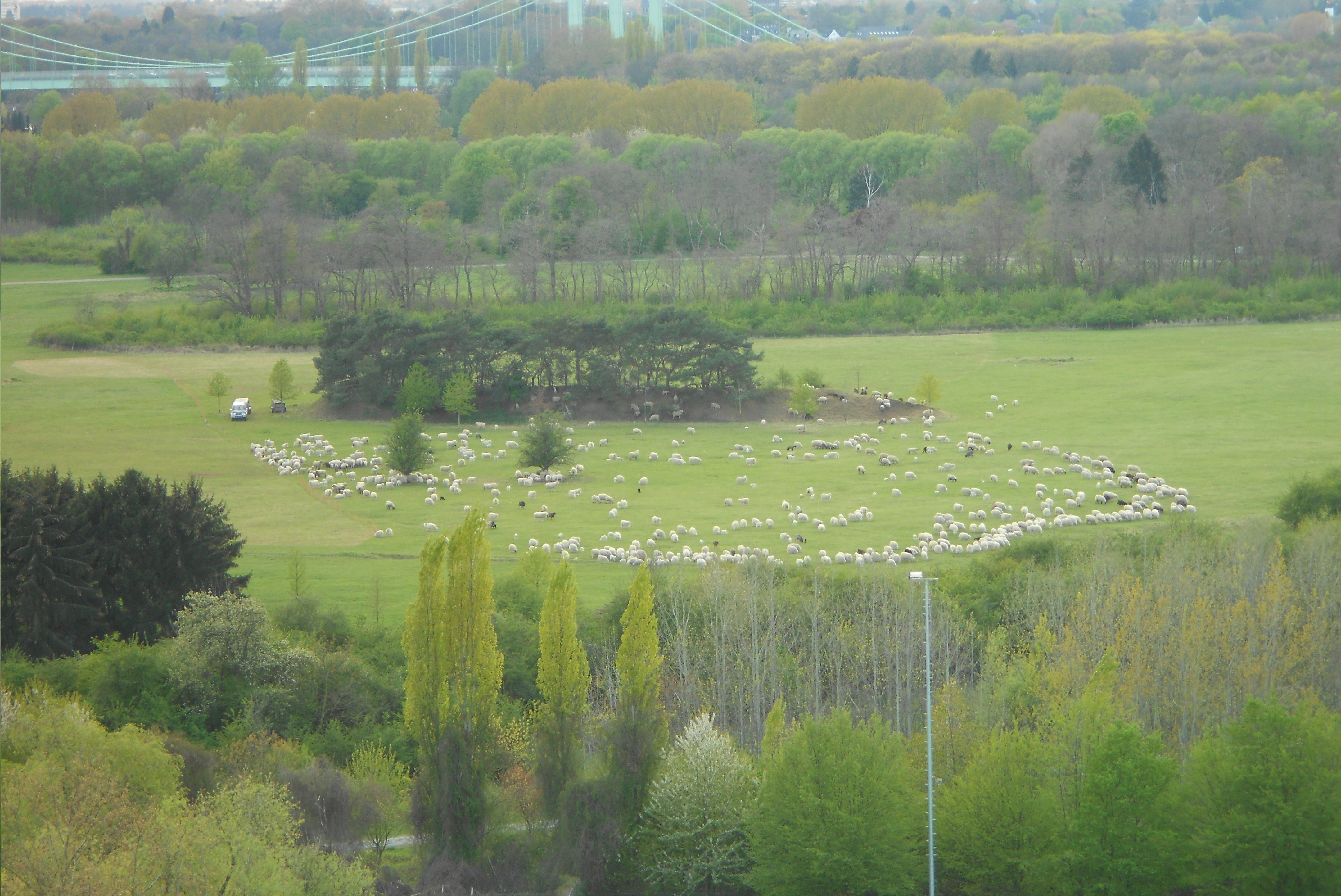
Regelmäßige Beweidung ist Teil des Konzepts

Ab Frühjahr 2005 wurde das Gelände für die Öffentlichkeit freigegeben. Aufgrund der Kampfmittelrückstände ist das Betreten außerhalb der ausgebauten Wege verboten.

#### Rückbau des Kasernengeländes

Bebauungsplan Kaserne Brasseur 2006

1995 war zunächst eine weiterführende Nutzung einiger Kasernengebäude als Wohnunterkünfte vorgesehen. Sie wurden jedoch 2010 abgerissen.
Der Plan von August 2001, 600 Bürgerkriegsflüchtlinge in der Kaserne Brasseur unterzubringen, wurde nach Bürgerprotesten verworfen.
Die Abrissarbeiten kosteten 1,1 Mio. EUR. Außer der Kampfmittelräumung einer Bombe aus dem Zweiten Weltkrieg und entfernbarer Verunreinigungen um die ehemalige Militärtankstelle ist der Boden unbelastet. Nach dem Rückbau der Gebäude sind noch versiegelte Flächen erhalten geblieben. Sie sollen ab 2017 entfernt werden. Der westliche Teil des oberen Kasernengelände, das sich mit der Wasserschutzzone des Wasserwerks Westhoven deckt, wird entweder aufgeforstet oder erhält ein Biotop, erklärt der Eigentümer Bundesanstalt für Immobilienaufgaben. Das östliche Gelände gehört der Stadt Köln, wo sich ab 2012 ein Gewerbegebiet entwickelte. Die Zufahrt erfolgt von der Kreuzung Kölner Str./Porzer Ringstraße, aber ohne befahrbaren Übergang zur Oberstraße.
Auf dem ehemaligen Kasernengelände wurde am 12. Januar 2017 eine weitere amerikanische 125-Kilogramm-Weltkriegsbombe gefunden und entschärft.